# Charlotte Kämpf
Charlotte Kämpf (* 1954) ist eine deutsche Biologin und Umweltwissenschaftlerin und ehemalige Hochschullehrerin. Den Großteil ihrer Karriere verbrachte sie an der Universität Karlsruhe und dem daraus hervorgegangenen Karlsruher Institut für Technologie (KIT).

## Leben

### Ausbildung
Kämpf schloss zunächst 1978 ein Biologiestudium an der Georg-August-Universität Göttingen ab. An der Fakultät für Biologie der Universität Konstanz wurde sie dann 1984 mit der Dissertation Untersuchungen zur Chemotrophie bei phototrophen roten Schwefelbakterien zum Dr. rer. nat. promoviert. Zwei Jahrzehnte später beendete sie 2004 ein Fernstudium in Technical Communication an der Texas Tech University mit einem Master of Arts.

### Berufliche Karriere
Nach ihrer Promotion bekleidete Kämpf zwischen 1985 und 1987 eine Stelle als Postdoc bei David Barry Knaff am Fachbereich für Chemie und Biochemie der Texas Tech University in Lubbock und wechselte anschließend an den Fachbereich für Mikrobiologie der Cornell University in Ithaca (New York).
Im Oktober 1991 kam sie an die Universität Karlsruhe. Zeitweise war sie in den 1990er Jahren Leiterin des dortigen Instituts für Ingenieurbiologie und Biotechnologie des Abwassers. Zwischen 1992 und 2001 leitete sie das DFG-Graduiertenkolleg „Ökologische Wasserwirtschaft“. Dieses war in ein hydrologisches Großprojekt am Weiherbach bei Münzesheim eingebunden, dessen Ziel darin bestand, die gesamte Prozesskette des Stofftransportes eines kleinen Einzugsgebietes mit Hilfe eines mathematischen Modellsystems vollständig abzubilden, wobei jede Modellkomponente durch Experimente in einem natürlichen charakteristischen Gebiet validiert werden sollte. Später war Kämpf am Institut für Wasserbau und Kulturtechnik beziehungsweise am Fachbereich Hydrologie des daraus hervorgegangenen Instituts für Wasser und Gewässerentwicklung (IWG) tätig und außerdem Leiterin des Resources Engineering Office (REO) der Fakultät für Bauingenieur-, Geo- und Umweltwissenschaften.

## Forschungsinteressen
Zu Beginn ihrer wissenschaftlichen Karriere forschte Kämpf hauptsächlich mikrobiologisch zu bakterieller Photosynthese und Chemotaxis. Im Laufe der Jahre verschob sich ihr Interessensschwerpunkt hin zu eher umweltwissenschaftlich ausgerichteten Themen, sodass sie sich vor allem mit Gewässermanagement, Hochwasserschutz, Umwelt- und Risikokommunikation, Umweltinformatik und -management sowie Information Retrieval beschäftigte. In Karlsruhe leitete Kämpf Lehrveranstaltungen unter anderem zu Umweltmanagement, zu Ökologie, zu Umweltkommunikation, zu Gewässerlandschaften, zu inter- und transdisziplinären Technikdiskursen im Hochwasserschutz sowie zum Dreiklang aus Gesellschaft, Technik und Ökologie.

## Engagement
Kämpf ist in Karlsruhe vielfältig gesellschaftlich engagiert. So amtiert sie (Stand: Mai 2023) als Vorsitzende der Arbeitsgemeinschaft Karlsruher Stadtbild e. V., als Naturschutzwartin und Erste Vorsitzende der Karlsruher Ortsgruppe des Schwarzwaldverein e. V. sowie als Sprecherin des Fahrgastbeirates im Karlsruher Verkehrsverbund (KVV). Darüber hinaus war sie zwischen 2014 und Juni 2016 Vertreterin des KVV im Fahrgastbeirat für den vom Land Baden-Württemberg bestellten Schienenpersonennahverkehr.